# Асеведо, Николас
Николас Брайан Асеведо Табарес (исп. Nicolás Brian Acevedo Tabárez; род. 14 апреля 1999) — уругвайский футболист, полузащитник клуба «Баия».

## Клубная карьера
Воспитанник футбольной академии клуба «Ливерпуль» (Монтевидео). 14 октября 2018 года дебютировал в основном составе «Ливерпуля» в матче Примеры Уругвая против клуба «Дефенсор Спортинг».
В январе 2019 года британская газета Daily Mirror сообщила об интересе к Асеведо со стороны английских клубов «Ливерпуль», «Манчестер Юнайтед», «Арсенал», «Челси», «Норвич Сити» и итальянского «Удинезе».
2 марта 2020 года Асеведо перешёл в клуб MLS «Нью-Йорк Сити». В североамериканской лиге дебютировал 26 июля 2020 года в матче ⅛ финала Турнира MLS is Back против «Торонто», заменив Хесуса Медину на 84-й минуте. 13 декабря 2021 года подписал новый контракт с «Нью-Йорк Сити» до декабря 2025 года с опцией продления до декабря 2026 года.
20 декабря 2022 года был отдан в аренду бразильскому клубу «Баия» до 31 декабря 2023 года. 26 января 2024 года отправился в новую аренду в «Баию» до 31 декабря 2024 года с опцией выкупа и обязательством выкупа в случае достижения им определённых показателей.

## Карьера в сборной
В начале 2019 года принял участие в составе сборной Уругвая до 20 лет принял участие в чемпионате Южной Америки. Провёл на турнире 9 матчей, все из них — на позиции опорного полузащитника. 30 января забил свой первый гол за сборную в матче против сборной Венесуэлы.

## Личные сведения
Старший брат Николаса — Луис, также футболист.

## Достижения
Командные
«Нью-Йорк Сити»
- Чемпион MLS (обладатель Кубка MLS): 2021
- Обладатель Campeones Cup: 2022

«Баия»
- Чемпион штата Баия: 2023